# A Joke on Grandma
Pour plus de détails, voir Fiche technique et Distribution.
A Joke on Grandma est un film américain muet et en noir et blanc sorti en 1901.
C'est un petit court métrage muet produit par la Edison Manufacturing Company, compagnie de l'inventeur Thomas Edison et sorti en février 1901. Il représente un groupe de femmes discutant puis se levant et bousculant une vieille dame sur un ton humoristique. La vieille dame est jouée par un homme.

## Fiche technique
- Titre original : A Joke on Grandma
- Photographie : Edwin S. Porter
- Société(s) de production : Edison Manufacturing Company
- Société(s) de distribution : Edison Manufacturing Company
- Pays d’origine :  États-Unis
- Langue originale : muet
- Format : noir et blanc — 35 mm — 1.33,1
- Genre : court métrage comique
- Longueur : 16 pieds[1] (5 mètres)
- Durée : moins de 2 minutes
- Dates de sortie :
  - États-Unis : 23 février 1901[1]